# Крумендајх
Крумендајх (њем. Krummendeich) општина је у њемачкој савезној држави Доња Саксонија. Једно је од 40 општинских средишта округа Штаде. Према процјени из 2010. у општини је живјело 476 становника. Посједује регионалну шифру (AGS) 3359030.

## Географски и демографски подаци
Крумендајх се налази у савезној држави Доња Саксонија у округу Штаде. Општина се налази на надморској висини од 2 метра. Површина општине износи 30,0 km². У самом мјесту је, према процјени из 2010. године, живјело 476 становника. Просјечна густина становништва износи 16 становника/km².